# 李立揚
李立揚（1957年8月19日—），美籍华裔诗人，出生于印尼雅加达，父亲李国元是李肃然的儿子并当过毛泽东的私人医生，母亲袁家英是袁世凯第六子袁克桓的女儿。1959年移居美国。